# The Damnation of Adam Blessing
The Damnation of Adam Blessing är en amerikansk rockgrupp från Cleveland som verkade 1969–1973.

## Historia
Ray Benick, Bob Kalamasz och Bill Schwark spelade ihop under namnet "Dust", när någon sammanförde dem med Adam Blessing och Jim Quinn, som då spelade tillsammans i ett okänt band med namnet "The Society". På Adams fråga om de skulle starta ett nytt band tillsammans var det ögonblickliga svaret ja. Namnet togs från en bok som Vin Packer skrev 1961. Redan samma år 1969 skrev de kontrakt med United Artist och spelat in sin första lp. Ingen i bandet var över 20 år, den yngsta Jim, var bara 16 år.
Gruppen turnerade flitigt och spelade ofta förband till samtida storheter som Eric Clapton, Janis Joplin, Alice Cooper, Grand Funk Railroad, Ten Years After, och Traffic m.fl. De var kritikerfavoriter och hade en trogen publik runt Cleveland. Trots det klättrade det aldrig på listorna eller blev speciellt kända.
Viss namnförvirring råder då gruppen slopade namnet "Adam Blessing" på sin andra lp och kallade sig för The Damnation. Enligt Ray Benich var det för att ta ner Bill Constable på jorden. 1973 bytte de namn till "Glory" och gav ut en lp på ett mindre bolag, efter det splittrades gruppen. Om man räknar in Glory hann gruppen spela in fyra lp-skivor. 
Ray Benich dömdes 1982 till 27 års fängelse för inblandning i ett "domestic shooting", Han fick sitta inne i 17 år och 10 månader. Själv hävdar han sin oskuld. "Det enda brottsliga jag gjort är lp:n med Glory" skriver han på sin hemsida.
2000 återförenades gruppen en sista gång. Musiken finns återutgiven på cd.
I september 2007 rankade Decibel Magazine lp:n The Second Damnation som en av 50 "thud-rock all-time masterpieces". The Second Damnation ansågs viktigare än samtida skivor med storheter som Ten Years After, Bob Seger, Humble Pie, The MC5, och Mott the Hoople. Man gick så långt och skrev att gruppen var ett av de bästa amerikanska rockband som knappast någon har hört.

## Medlemmar
- Adam Blessing (eg. Bill Constable) – sång
- Jim Quinn – kompgitarr, slagverk, körsång
- Bob Kalamasz – sologitarr, körsång
- Ray Benich – basgitarr
- Bill Schwark – trummor
- Kenny Constable – kompgitarr, sång
- Phil Giallombardo – keyboard

## Diskografi

### Album
- 1969 – The Damnation Of Adam Blessing (United Artists UAS 6738)
- 1970 – Second Damnation (United Artists UAS 6773)
- 1971 – Which Is The Justice (United Artists UAS 5533)
- 1973 – Glory (som "Glory") (Avalanche AV-LA148-F)

### Singlar
- 1969 – "Morning Dew"/"Cookbook" (United Artists 50609)
- 1970 – "Last Train To Clarksville"/"Lonely" (United Artists 50666)
- 1970 – "Back To The River"/"Driver" (United Artists 50726)
- 1971 – "Fingers On A Windmill"/"Leaving It Up To You" (United Artists 50819)
- 1972 – "Cookbook"/"Leaving It Up To You" (United Artists 50912)